# Jamanak

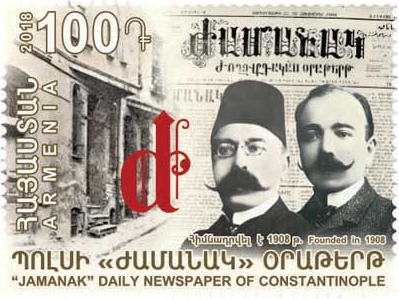
Un francobollo del 2018 dedicato al 110º anniversario di Jamanak, che mostra il suo vecchio edificio, il logo e i fondatori, i fratelli Misak e Sarkis Koçunyan.

Jamanak (in armeno significa "Tempo") è il quotidiano in lingua armena più longevo al mondo. È pubblicato a Istanbul, in Turchia.

## Storia
Il primo numero apparse il 28 ottobre 1908 con Misak Koçunyan come editore ed era in qualche modo a conduzione familiare, poiché sin dal suo inizio era di proprietà della famiglia Koçunyan. Dopo Misak Koçounyan, passò a Sarkis Koçunyan, e dal 1992 ad Ara Koçunyan.
Molti nomi illustri della letteratura armena hanno collaborato al giornale, tra cui Krikor Zohrab, Daniel Varujan, Vahan Tekeyan, Yerukhan, Gomidas, Hovhannes Tumanyan, Teotig, Arshaguhi Teotig, Ruben Sevak, Zabel Yesayan, Sibil, Nigoghos Sarafian, Vazken Shushanyan, Zareh Vorpuni, Nshan Beshiktashlian, Hagop Mntsuri, Msho Kegham, Zahrad, Zaven Biberyan, Toros Azadyan, Minas Tölelyan, tra gli altri.
Il giornale usa la lingua armena occidentale e l'ortografia tradizionale mesrobiana.
Gli uffici editoriali si trovano a PO Box 22, Beyoğlu, Istanbul, Turchia.